# Gems (dier)
De gems (Rupicapra rupicapra) is een evenhoevig zoogdier uit de familie van de holhoornigen (Bovidae). De wetenschappelijke naam van de soort werd als Capra rupicapra in 1758 gepubliceerd door Carl Linnaeus in de tiende editie van Systema naturae.

## Beschrijving
Gemzen hebben een geitachtig uiterlijk. Ze hebben een ruwe vacht, die bleek- tot geelbruin is in de zomer en donkerder in de winter. De onderzijde van het dier is lichter van kleur, met een witte keelvlek. De poten zijn echter weer donkerbruin, en over de rug loopt een donkere streep. Het gezicht heeft een duidelijke tekening van twee strepen die aan beide zijden van het hoofd lopen, van de oren via de ogen naar de snuit. Beide geslachten dragen hoorns, maar die van het mannetje zijn groter dan die van het vrouwtje. De hoorns zijn maximaal 32 cm lang. Ze staan recht omhoog en buigen aan het eind als een haak naar achteren. Een volwassen gems heeft een kop-romplengte tussen de 120 en 150 centimeter. De schouderhoogte is tussen de 70 en 85 centimeter. Mannetjes worden zwaarder dan vrouwtjes. Een mannetje heeft een lichaamsgewicht van 35 tot 50 kilogram, een vrouwtje tussen de 30 en 40 kilogram.

## Voedsel en leefwijze
Gemzen eten in de zomer allerlei plantaardig voedsel, als grassen en kruiden, knoppen, naalden, schors en twijgen. In de winter voeden ze zich met mossen en korstmossen.
Het zijn dagdieren, die in de middag rusten. Vrouwtjes en hun jongen leven in roedels, die uit wel honderd dieren kunnen bestaan. Mannetjes leven voornamelijk solitair, behalve in de bronsttijd.
De bronsttijd duurt van midden november tot begin december. De jongen worden in mei of begin juni geboren, na een draagtijd van 24 tot 26 weken. Het vrouwtje krijgt één, soms twee jongen per worp, dat zo'n zes maanden wordt gezoogd. Een gems is meestal na vier jaar geslachtsrijp.
De gems kan zo'n tweeëntwintig jaar oud worden in gevangenschap en vijftien tot zeventien jaar in het wild. Belangrijke natuurlijke vijanden zijn de Euraziatische lynx (Lynx lynx) en de wolf (Canis lupus).

## Leefgebied
Gemzen wordt meestal geassocieerd met hooggebergten, maar komt ook van nature voor in bergbossen. 's Zomers zijn ze vaak op alpenweiden te vinden boven 1800 meter. 's Winters trekken ze naar lager gelegen gebieden, beneden 1100 meter. Het zijn behendige klimmers, die eenvoudig van rots naar rots springen. In de zomer en de herfst leven ze voornamelijk op alpenweiden rond en boven de boomgrens. Meestal zijn ze lager aan te treffen dan de alpensteenbok (Capra ibex). In de winter verplaatsen ze zich naar lager gelegen bossen, op een hoogte van zo'n 800 meter.

## Ondersoorten en verspreiding
Er worden zeven ondersoorten erkend:
- Rupicapra rupicapra rupicapra – Alpengems – Alpen, Jura, Vogezen, Zwarte Woud en Schwäbische Alb.[3]
- Rupicapra rupicapra asiatica Lydekker, 1908 – Turkse gems – Noordoost-Turkije
- Rupicapra rupicapra balcanica Bolkay, 1925 – Balkangems – Balkangebergte en de Dinarische Alpen.
- Rupicapra rupicapra carpatica Couturier, 1938 – Karpatengems – Oostelijke Karpaten en de Zevenburgse Alpen.
- Rupicapra rupicapra cartusiana Couturier, 1938 – Chartreusegems - Chartreuse.
- Rupicapra rupicapra caucasica Lydekker, 1910 – Kaukasusgems – Kaukasusgebergte.
- Rupicapra rupicapra tatrica Blahout, 1971 – Tatragems – Hoge Tatra en Lage Tatra.

## Voorkomen in Nederland en België
In Nederland en België komt de gems niet voor. Overigens hebben ze wel in de ijstijd in België geleefd. Er zijn verschillende botten gevonden in het oosten van België.

## Leer
De huid van de gems wordt vaak gebruikt als zacht leer en zeemleer.